# Minaccia sotto il mare
Minaccia sotto il mare è un film per la televisione del 2001 diretto da Jon Cassar.

## Trama
La terza guerra mondiale sta per scoppiare a causa di uno sciagurato test atomico messo in atto dal governo nord-coreano. L'esperimento, sfuggito ad ogni controllo, ha provocato il totale black out del sud-est asiatico e l'isolamento dal resto del mondo del sottomarino americano Lansing, armato di testate nucleari, in quel momento in navigazione nelle acque del Pacifico. A bordo del Lansing scattano immediatamente le misure di emergenza e parte dell'equipaggio, convinto che sia effettivamente in corso un attacco contro gli Stati Uniti da parte di Mosca o Pechino, reclama un'azione di rappresaglia. Quando, l'impulsivo capitano Kenner (Stewart Bick) prende il comando destituendo il più prudente capitano Sheffield (Van Dien) e si prepara a rispondere alla presunta aggressione con una bordata di missili diretti contro i comunisti, l'ammiraglio Justice (Gerald McRaney) arma un secondo sottomarino per fermare il Lansing prima che sia troppo tardi. Thriller fantapolitico prodotto per il piccolo schermo e interpretato dall'infaticabile Van Dien. Pur essendo chiaramente ispirato a Crimson Tide (Allarme rosso), il film, diretto con sufficiente mestiere, non manca di momenti spettacolari e risparmia allo spettatore inutili orpelli pseudo-intellettualistici. 